# Heilly
Heilly és un municipi francès situat al departament del Somme i a la regió dels Alts de França. L'any 2007 tenia 407 habitants.

## Demografia

### Població
El 2007 la població de fet de Heilly era de 407 persones. Hi havia 168 famílies de les quals 42 eren unipersonals (25 homes vivint sols i 17 dones vivint soles), 63 parelles sense fills, 50 parelles amb fills i 13 famílies monoparentals amb fills.
La població ha evolucionat segons el següent gràfic:
Habitants censats

### Habitatges

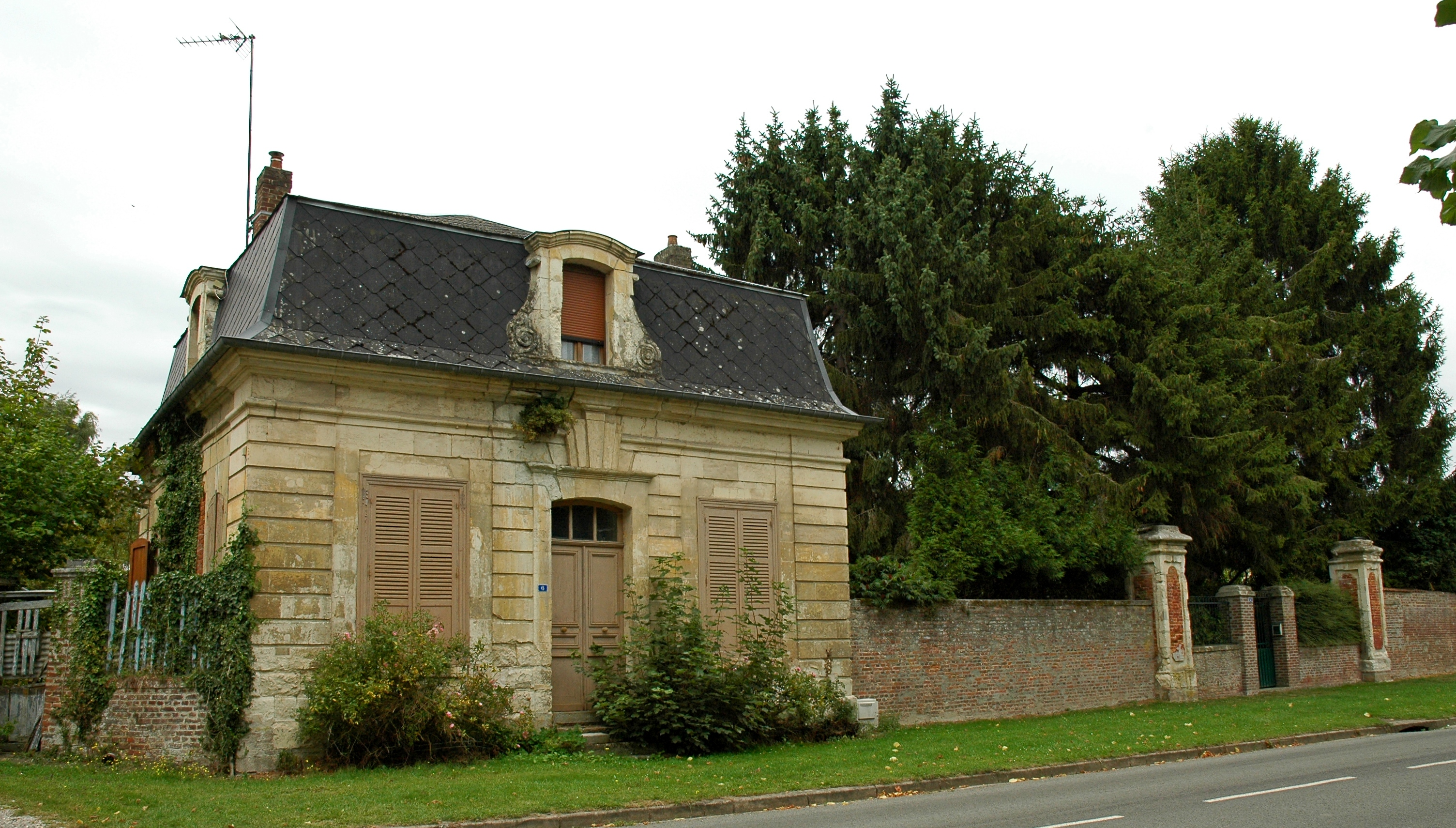
castell

El 2007 hi havia 194 habitatges, 170 eren l'habitatge principal de la família, 9 eren segones residències i 14 estaven desocupats. Tots els 193 habitatges eren cases. Dels 170 habitatges principals, 138 estaven ocupats pels seus propietaris, 25 estaven llogats i ocupats pels llogaters i 7 estaven cedits a títol gratuït; 3 tenien una cambra, 7 en tenien dues, 27 en tenien tres, 48 en tenien quatre i 84 en tenien cinc o més. 105 habitatges disposaven pel capbaix d'una plaça de pàrquing. A 56 habitatges hi havia un automòbil i a 92 n'hi havia dos o més.

### Piràmide de població

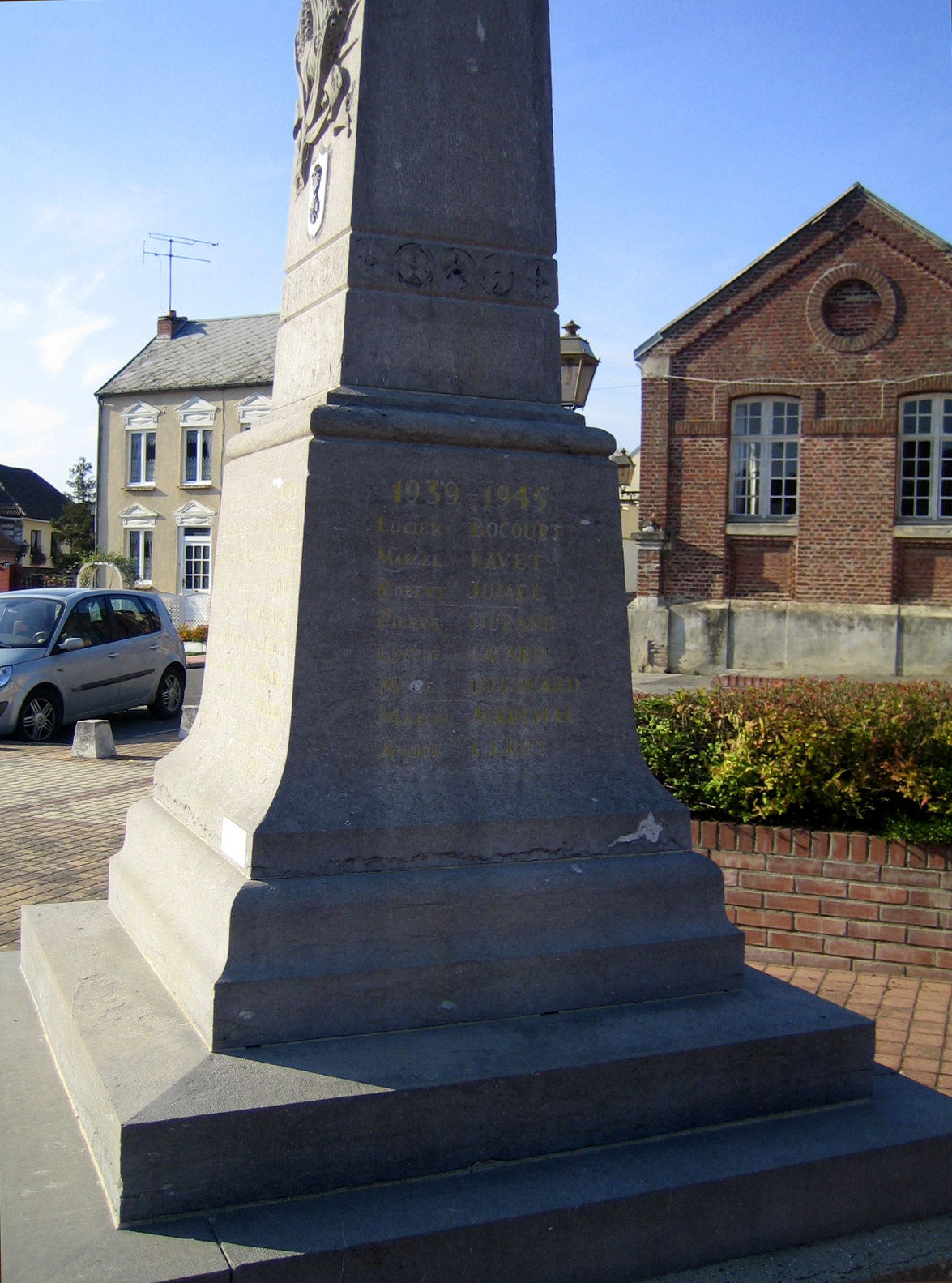
monument als morts

La piràmide de població per edats i sexe el 2009 era:
| Homes | Edats   | Dones |
| ----- | ------- | ----- |
| 0     | 95 o +  | 0     |
| 0     | 90 a 94 | 4     |
| 0     | 85 a 89 | 0     |
| 4     | 80 a 84 | 0     |
| 0     | 75 a 79 | 16    |
| 4     | 70 a 74 | 8     |
| 20    | 65 a 69 | 8     |
| 4     | 60 a 64 | 4     |
| 8     | 55 a 59 | 4     |
| 16    | 50 a 54 | 12    |
| 12    | 45 a 49 | 16    |
| 8     | 40 a 44 | 16    |
| 32    | 35 a 39 | 16    |
| 16    | 30 a 34 | 12    |
| 16    | 25 a 29 | 16    |
| 16    | 20 a 24 | 8     |
| 24    | 15 a 19 | 16    |
| 16    | 10 a 14 | 4     |
| 8     | 5 a 9   | 20    |
| 12    | 0 a 4   | 12    |

## Economia

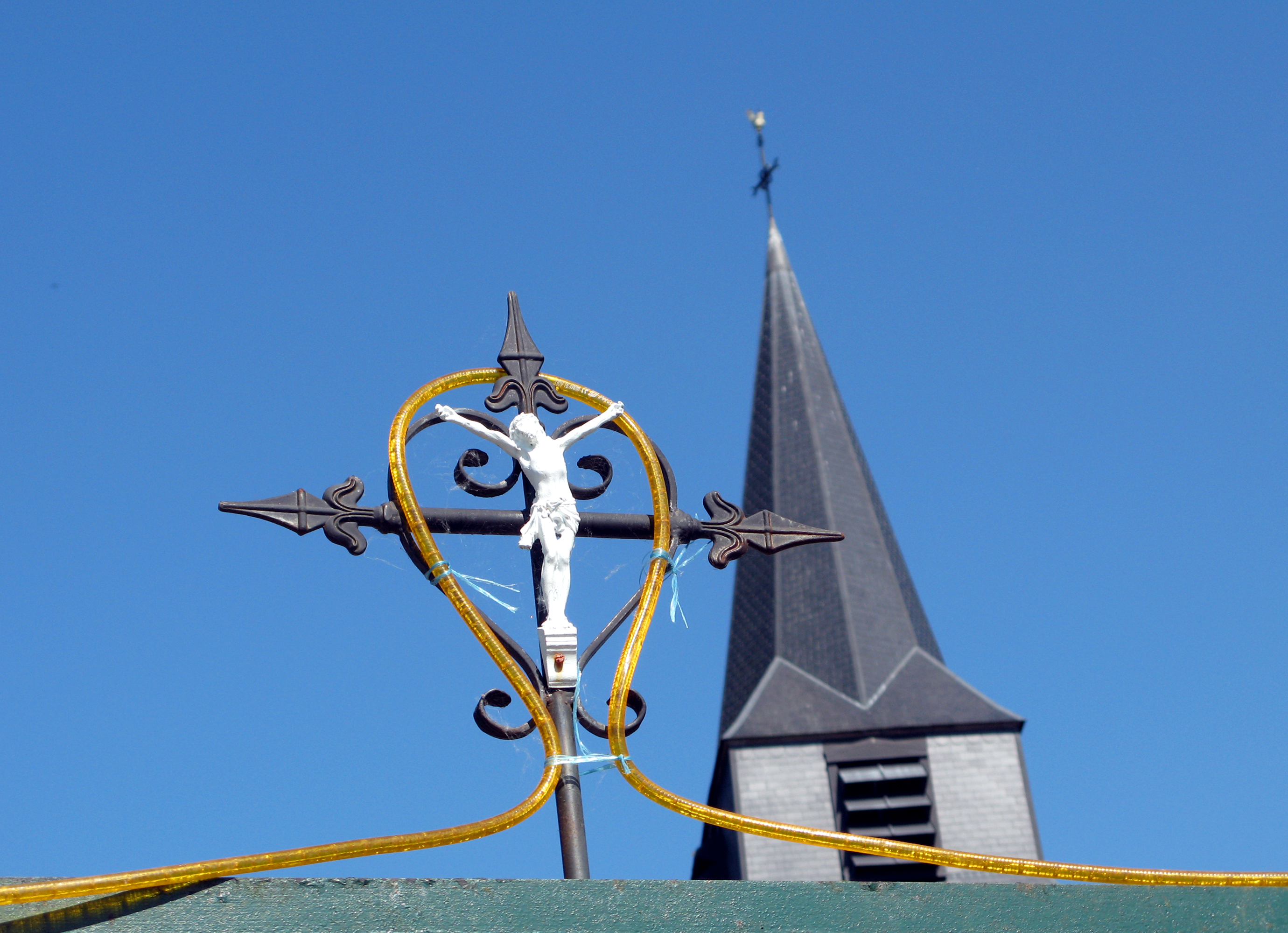

El 2007 la població en edat de treballar era de 287 persones, 221 eren actives i 66 eren inactives. De les 221 persones actives 196 estaven ocupades (105 homes i 91 dones) i 25 estaven aturades (11 homes i 14 dones). De les 66 persones inactives 34 estaven jubilades, 15 estaven estudiant i 17 estaven classificades com a «altres inactius».

### Ingressos

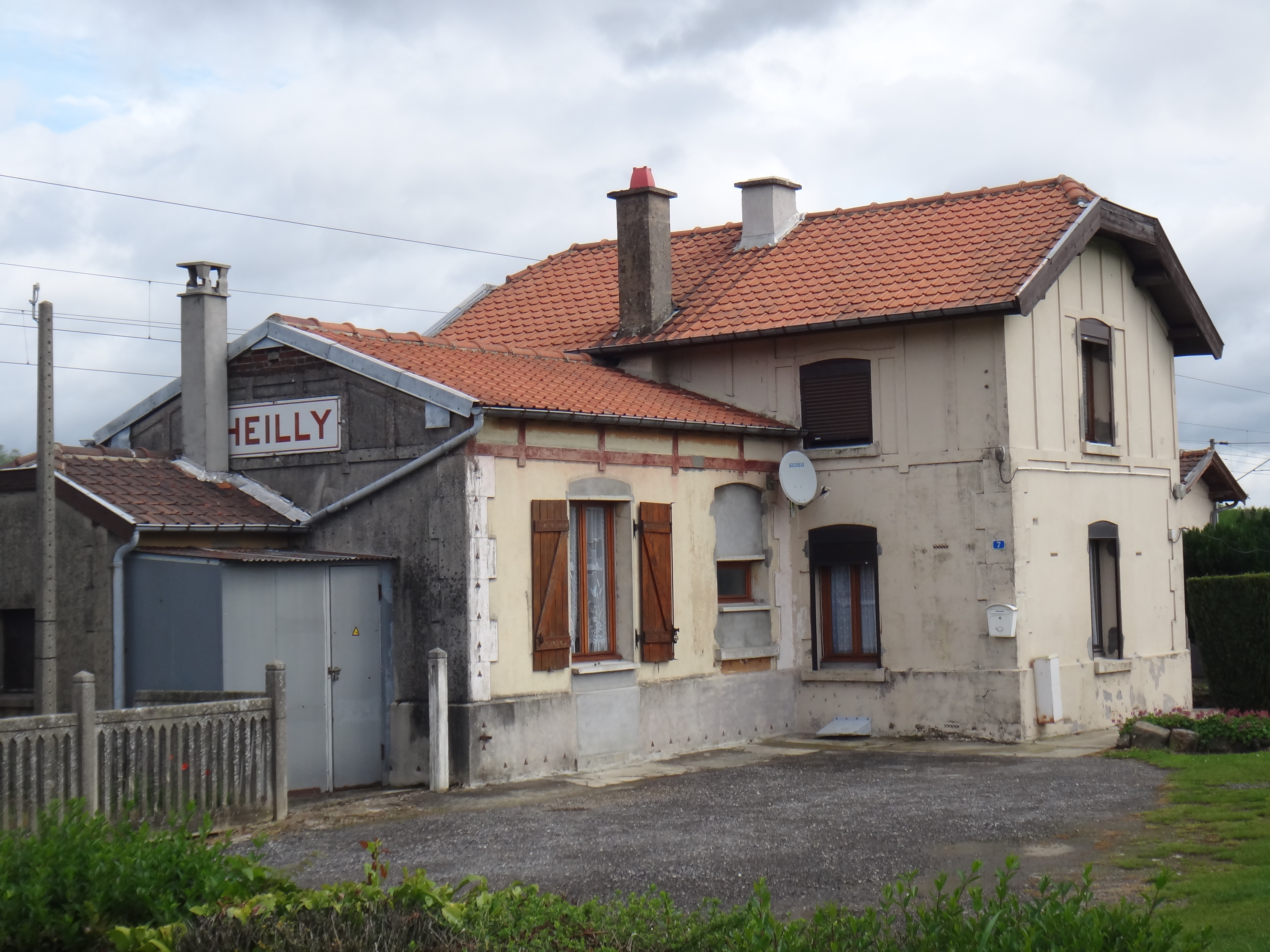

El 2009 a Heilly hi havia 155 unitats fiscals que integraven 381 persones, la mediana anual d'ingressos fiscals per persona era de 20.445 €.

### Activitats econòmiques
Dels 12 establiments que hi havia el 2007, 2 eren d'empreses de fabricació d'altres productes industrials, 5 d'empreses de construcció, 2 d'empreses de transport, 1 d'una empresa d'hostatgeria i restauració, 1 d'una empresa financera i 1 d'una empresa immobiliària.
Dels 6 establiments de servei als particulars que hi havia el 2009, 1 era un taller de reparació d'automòbils i de material agrícola, 2 paletes, 2 fusteries i 1 restaurant.
L'any 2000 a Heilly hi havia 8 explotacions agrícoles que ocupaven un total de 609 hectàrees.

## Equipaments sanitaris i escolars
El 2009 hi havia una escola elemental integrada dins d'un grup escolar amb les comunes properes formant una escola dispersa.

## Poblacions més properes

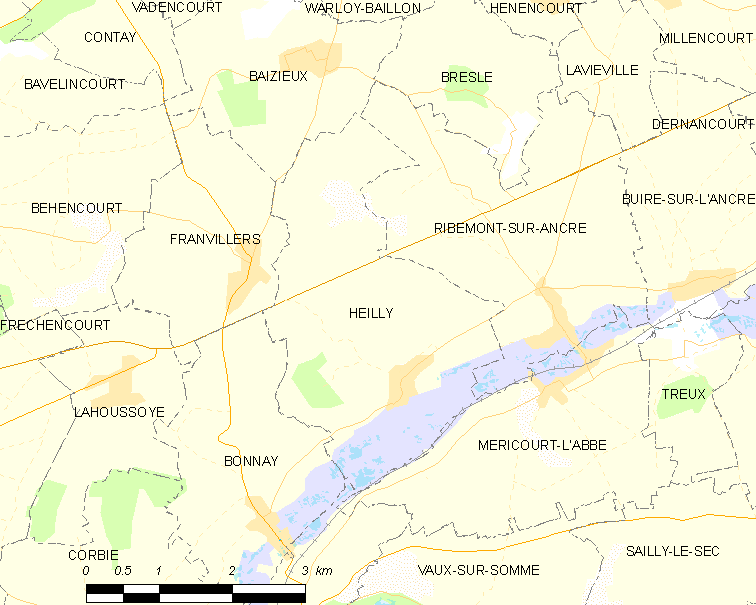
mapa municipi

El següent diagrama mostra les poblacions més properes.